# 기원 (바둑)
기원(棋院/碁院)은 바둑 애호가들이 모여 바둑을 두는 장소로서 대부분 유료로 운영된다. 1945년 11월 한국 바둑계의 재건을 위해 조남철 및 국수급 인사들의 주도로 서울 남산동에 설립된 한성기원이 시초다.